# Beatrice Utondu
Beatrice Utondu (née le 23 novembre 1969) est une athlète nigériane spécialiste du 100 mètres et du saut en longueur.

## Carrière
Avec ses compatriotes Faith Idehen, Christy Opara-Thompson et Mary Onyali, elle remporte la médaille de bronze au relais 4 × 100 mètres des Jeux olympiques de Barcelone après avoir établi en séries le record d'Afrique en 42 s 39.

### Palmarès
| Date | Compétition            | Lieu      | Résultat | Épreuve          | Performance |
| ---- | ---------------------- | --------- | -------- | ---------------- | ----------- |
| 1985 | Championnats d'Afrique | Le Caire  | 2e       | 4 × 100 m        | 45 s 45     |
| 1987 | Jeux africains         | Nairobi   | 1re      | Saut en longueur | 6,45 m      |
| 1987 | Jeux africains         | Nairobi   | 1re      | 4 × 100 m        | 43 s 44     |
| 1989 | Championnats d'Afrique | Lagos     | 2e       | Saut en longueur | 6,20 m      |
| 1989 | Championnats d'Afrique | Lagos     | 1re      | 4 × 100 m        | 44 s 60     |
| 1990 | Jeux du Commonwealth   | Auckland  | 2e       | Saut en longueur | 6,65 m      |
| 1990 | Jeux du Commonwealth   | Auckland  | 3e       | 4 × 100 m        | 44 s 67     |
| 1991 | Jeux africains         | Le Caire  | 2e       | 100 mètres       | 11 s 13     |
| 1991 | Jeux africains         | Le Caire  | 2e       | Saut en longueur | 6,50 m      |
| 1991 | Jeux africains         | Le Caire  | 1re      | 4 × 100 m        | 44 s 21     |
| 1991 | Championnats du monde  | Tokyo     | 4e       | 4 × 100 m        | 42 s 77     |
| 1992 | Jeux olympiques d'été  | Barcelone | 3e       | 4 × 100 m        | 42 s 81     |
| 1993 | Universiade d'été      | Buffalo   | 3e       | 100 mètres       | 11 s 59     |
| 1993 | Universiade d'été      | Buffalo   | 2e       | 4 × 100 m        | 44 s 25     |
| 1993 | Championnats d'Afrique | Durban    | 1re      | 100 mètres       | 11 s 39     |
| 1993 | Championnats d'Afrique | Durban    | 2e       | Saut en longueur | 6,44 m      |
| 1993 | Championnats d'Afrique | Durban    | 1re      | 4 × 100 m        | 43 s 49     |
| 1997 | Championnats du monde  | Athènes   | 7e       | 4 × 100 m        | 43 s 27     |

### Records
| Épreuve          | Performance | Lieu   | Date       |
| ---------------- | ----------- | ------ | ---------- |
| 100 mètres       | 11 s 39     | Durban | 1993       |
| Saut en longueur | 6,59 m      | Austin | 7 mai 1988 |